# Stathmopoda trimolybdias
Stathmopoda trimolybdias is een vlinder uit de familie Stathmopodidae. De wetenschappelijke naam van de soort is voor het eerst geldig gepubliceerd in 1926 door Meyrick.